# Rogers (Minnesota)
Rogers es una ciudad ubicada en el condado de Hennepin en el estado estadounidense de Minnesota. En el Censo de 2010 tenía una población de 8597 habitantes y una densidad poblacional de 406,53 personas por km².

## Geografía
Rogers se encuentra ubicada en las coordenadas 45°11′41″N 93°33′37″O / 45.19472, -93.56028. Según la Oficina del Censo de los Estados Unidos, Rogers tiene una superficie total de 21.15 km², de la cual 20.86 km² corresponden a tierra firme y (1.37%) 0.29 km² es agua.

## Demografía
Según el censo de 2010, había 8597 personas residiendo en Rogers. La densidad de población era de 406,53 hab./km². De los 8597 habitantes, Rogers estaba compuesto por el 91.35% blancos, el 2.38% eran afroamericanos, el 0.13% eran amerindios, el 3.51% eran asiáticos, el 0% eran isleños del Pacífico, el 0.56% eran de otras razas y el 2.07% pertenecían a dos o más razas. Del total de la población el 1.86% eran hispanos o latinos de cualquier raza.